# 로게르 융
로게르 잉에마르 융(스웨덴어: Roger Ingemar Ljung, 1966년 1월 8일~)은 스웨덴의 축구 선수, 스포츠 에이전트로, 현역 시절 포지션은 좌측 수비수로 1983년부터 1995년까지 이어지는 현역 기간 동안 스웨덴, 스위스, 오스트리아, 튀르키예, 독일에서 활동했다. 그는 스웨덴 국가대표팀 경기에 59번 출전했고, 자국을 대표로 1990년 월드컵, 유로 1992, 그리고 3위의 성과를 낸 1994년 월드컵에 참가했다.

## 클럽 경력
융은 스코네주 롬마 출신으로, 인근 룬에서 6세에 축구를 시작했다. 1985년, 그는 말뫼로 이적하여 처음에는 교체 선수로 활동했고, 이후 주전으로 도약해 5년 연속 알스벤스칸 정규 시즌을 우승했는데, 1987 시즌과 1988 시즌에는 선수단의 핵심이었다.
1989년 여름, 융은 스위스의 영 보이스로 이적했고, 이듬해에는 또다른 스위스 슈퍼리그에 속한 취리히로 이적했다. 그는 오스트리아의 아드미라 바커에서 전성기를 보냈는데, 처음 2년 동안 67번의 오스트리아 분데스리가 경기에서 26골을 기록했지만, 주요 대회 우승을 거두지는 못했다.
1994년, 튀르키예의 갈라타사라이를 거친 융은 독일의 뒤스부르크로 이적했다. 그 시즌 분데스리가에서 절반도 출전하지 못하고, 소속 구단도 분데스리가에서 강등되면서, 융은 불과 29세에 축구화를 벗었다.

## 국가대표팀 경력
융은 스웨덴 국가대표팀 경기에 59번 출전하여 3골을 기록했다. 그는 이탈리아에서 열린 1990년 월드컵 본선 선수단에 이름을 올렸지만, 스웨덴은 3전전패로 조별 리그에서 탈락했다.
융은 스웨덴 안방에서 열린 유로 1992의 선수단으로도 참가했다. 그는 자국의 4강행에 그리 큰 역할을 미치지 못했는데, 그는 독일에 2-3으로 패한 준결승전에서 출전하는데 그쳤다.
미국에서 열린 1994년 월드컵에서는 카메룬과의 첫 경기에서 선제골을 넣었고, 경기는 2-2 무승부로 끝났다. 그는 이 대회에서 붙박이 주전으로 7경기 중 6경기에 출전했고, 스웨덴은 대회에서 3위의 성과를 냈다.
융은 서울에서 열린 1988년 하계 올림픽에도 참가했는데, 스웨덴은 대회 8강에서 떨어졌다.

## 은퇴 후
1995년에 현역에서 은퇴한 융은 스포츠 요원이 되었다. 그는 롬마를 근거지로 하는 로게르 융 홍보사 AB를 개업해 당시 전국의 3개밖에 되지 않는 스포츠 요원사가 되었다. 아프톤블라데트지는 그의 요원사를 스웨덴 최대 요원사로 평가했다.
융의 주요 고객 중에는 프리미어리그에서 장기간 활동한 프레디 융베리가 있었다. 그는 아스널과 £3M에 이적을 성사시켰고, 둘은 융베리의 2006년 12월에 대형 요원사 크리에이티브 아티스트와의 계약으로 결별했다.
융의 요원사 고객들 중에는 마르쿠스 알베크, 파트리크 안데르손, 에리크 에드만, 안드레아스 이삭손, 킴 셸스트룀, 그리고 테디 루치치가 있었다.

## 경력 통계

### 국가대표팀
| 국가대표팀 | 연도 | 출장 | 골 |
| ---------- | ---- | ---- | -- |
| 스웨덴     | 1988 | 7    | 0  |
| 스웨덴     | 1989 | 9    | 2  |
| 스웨덴     | 1990 | 6    | 0  |
| 스웨덴     | 1991 | 7    | 0  |
| 스웨덴     | 1992 | 6    | 0  |
| 스웨덴     | 1993 | 9    | 0  |
| 스웨덴     | 1994 | 11   | 1  |
| 스웨덴     | 1995 | 4    | 0  |
| 합계       | 합계 | 59   | 3  |

### 국가대표팀 득점 기록
아래의 점수에서 왼쪽의 점수가 스웨덴의 점수이며, 점수 열은 융의 득점 당시의 점수를 나타낸다..
| # | 날짜            | 경기장                 | 상대   | 점수 | 최종 결과 | 대회                    | 주     |
| - | --------------- | ---------------------- | ------ | ---- | --------- | ----------------------- | ------ |
| 1 | 1989년 5월 7일  | 스웨덴 솔나 로순다     | 폴란드 | 1–0  | 2–1       | 1990년 월드컵 예선전    | [ 14 ] |
| 2 | 1989년 6월 16일 | 덴마크 코펜하겐 파르켄 | 브라질 | 2–0  | 2–1       | 1989년 DBU 100주년 대회 | [ 15 ] |
| 3 | 1994년 6월 19일 | 미국 패서디나 로즈 볼  | 카메룬 | 1–0  | 2–2       | 1994년 월드컵           | [ 16 ] |